# Acmaeodera discolor
Acmaeodera discolor  (лат.) — вид жуков-златок рода Acmaeodera из подсемейства Polycestinae (Acmaeoderini). Распространён в Новом Свете. Кормовым растением имаго являются Acacia sp., Caesalpinia pulcherrima, Cnidoscolus urens, Haematoxylon sp. (Barr 1992:80), а у личинок — неизвестны.
Вид был впервые описан в 1992 году американским колеоптерологом Уильямом Барром (William F. Barr, University of Idaho, Moscow, США).